# قضية الإبادة الجماعية البوسنية
البوسنة والهرسك ضد صربيا والجبل الأسود [2007] محكمة العدل الدولية 2 (وتسمى أيضا تطبيق اتفاقية منع جريمة الإبادة الجماعية والمعاقبة عليها) هي قضية تتعلق بالقانون الدولي العام بتت فيها محكمة العدل الدولية.

## حقائق
زُعم أن صربيا حاولت إبادة البوشناق (المسلمين البوسنيين) سكان البوسنة والهرسك. تم رفع الدعوى من قبل الدكتور فرانسيس بويل مستشار علي عزت بيغوفيتش خلال حرب البوسنة والهرسك. تم الاستماع إلى القضية في محكمة العدل الدولية في لاهاي بهولندا وانتهت في 9 مايو 2006.
فيما يلي جدول المحاكمة:
- الجولة الأولى من الجدل
  - 27 فبراير 2006 حتى 7 مارس 2006، البوسنة والهرسك
  - من 8 مارس 2006 حتى 16 مارس 2006، صربيا والجبل الأسود
- سماع الخبراء والشهود وخبراء الشهود
  - 17 مارس 2006 حتى 21 مارس 2006، البوسنة والهرسك
  - من 22 مارس 2006 حتى 28 مارس 2006، صربيا والجبل الأسود
- الجولة الثانية
  - 18 أبريل 2006 حتى 24 أبريل 2006، البوسنة والهرسك
  - 2 مايو 2006 حتى 9 مايو 2006، صربيا والجبل الأسود

## قضايا أولية
أثارت المدعى عليها صربيا والجبل الأسود («صربيا») لأول مرة مسألة الاختصاص القضائي. تدعي صربيا أن محكمة العدل الدولية ليس لها اختصاص عليها لأنها لم تكن دولة مستمرة في جمهورية يوغوسلافيا الاتحادية الاشتراكية («جمهورية يوغوسلافيا الاتحادية»). على هذا النحو لم تكن طرف في اتفاقية الإبادة الجماعية عند بدء الإجراءات في ذلك الوقت كما أنها لم تكن طرف في النظام الأساسي للمحكمة. تجادل البوسنة والهرسك بأن الأمر المقضي به ينطبق حيث تم بالفعل حل المشكلات التي أثارتها صربيا في الحكم الصادر عام 1996 بشأن نفس مجموعة الإجراءات التي تناولت الاعتراضات الأولية. وقضت المحكمة بأن الأمر المقضي به ينطبق على منع إعادة النظر في قضايا الاختصاص التي أثارتها صربيا.
يتعلق الخلاف الرئيسي الثاني بنطاق ومعنى المادة التاسعة من اتفاقية الإبادة الجماعية. هناك نزاع حول ما إذا كانت الالتزامات الوحيدة للأطراف في الاتفاقية هي التشريع والمحاكمة أو التسليم أو ما إذا كانت الالتزامات بموجب الاتفاقية تمتد إلى الالتزام بعدم ارتكاب الإبادة الجماعية والأفعال الأخرى المنصوص عليها في المادة الثالثة (التي تحدد من مختلف أشكال المسؤولية عن ارتكاب الإبادة الجماعية).
رأت المحكمة أن تفسير الاتفاقية يتحول إلى المعنى العادي لشروطها التي تُقرأ في سياقها وفي ضوء موضوعها والغرض منها. تلاحظ المحكمة أن الغرض من الاتفاقية هو تجريم الإبادة الجماعية كجريمة بموجب القانون الدولي وتكريس تعهد غير مشروط ومستقل من قبل الأطراف المتعاقدة لمنع الإبادة الجماعية والمعاقبة عليها. بشأن هذه الملاحظات رأت المحكمة أن الالتزام بمنع الإبادة الجماعية يعني بالضرورة حظر ارتكاب الإبادة الجماعية لأنه «سيكون من المفارقات إذا كانت الدول ملزمة بذلك بقدر ما في حدود سلطتها ارتكاب الإبادة الجماعية من خلال الأشخاص الذين لديهم تأثير معين عليهم ولكن لم يُمنع من ارتكاب مثل هذه الأفعال من خلال أجهزتهم الخاصة والأشخاص الذين يسيطرون عليهم بشدة بحيث يُنسب سلوكهم إلى الدولة المعنية بموجب القانون الدولي».

## الحكم
رأت محكمة العدل الدولية أن مذبحة سريبرينيتشا كانت إبادة جماعية. وذكرت ما يلي:
وجدت المحكمة - وإن لم يكن بالإجماع - أن صربيا ليست مسؤولة بشكل مباشر عن الإبادة الجماعية في سريبرينيتشا ولا أنها متواطئة فيها لكنها حكمت بأن صربيا قد انتهكت اتفاقية الإبادة الجماعية بالفشل في منع الإبادة الجماعية من الحدوث ولعدم التعاون مع المحكمة الجنائية الدولية ليوغوسلافيا السابقة في معاقبة مرتكبي الإبادة الجماعية ولا سيما الجنرال راتكو ملاديتش ولانتهاك التزامها بالامتثال للتدابير المؤقتة التي أمرت بها المحكمة. اعترض نائب رئيس المحكمة آنذاك عون شوكت الخصاونة على أساس أن «تورط صربيا بصفتها جهة فاعلة رئيسية أو متواطئة في الإبادة الجماعية التي وقعت في سريبرينيتشا تدعمه أدلة ضخمة ومقنعة».
وجدت المحكمة:
(1) بأغلبية عشرة أصوات مقابل خمسة
ترفض الاعتراضات الواردة في الدفوع النهائية المقدمة من المدَّعَى عليه [صربيا] ومفادها أن المحكمة ليس لها اختصاص
(2) بأغلبية ثلاثة عشر صوت مقابل اثنين
تقضي بأن صربيا لم ترتكب جريمة إبادة جماعية من خلال أجهزتها أو من خلال الأشخاص الذين تستلزم أفعالهم مسؤوليتها بموجب القانون الدولي العرفي في انتهاك لالتزاماتها بموجب اتفاقية منع جريمة الإبادة الجماعية والمعاقبة عليها
(3) بأغلبية ثلاثة عشر صوت مقابل اثنين
تقضي بأن صربيا لم تتآمر لارتكاب الإبادة الجماعية ولم تحرض على ارتكابها في انتهاك لالتزاماتها بموجب اتفاقية منع جريمة الإبادة الجماعية والمعاقبة عليها
(4) بأغلبية أحد عشر صوت مقابل أربعة
تقضي بأن صربيا لم تكن متواطئة في الإبادة الجماعية في انتهاك لالتزاماتها بموجب اتفاقية منع جريمة الإبادة الجماعية والمعاقبة عليها
(5) بأغلبية اثني عشر صوت مقابل ثلاثة
تقضي بأن صربيا قد انتهكت الالتزام بمنع الإبادة الجماعية بموجب اتفاقية منع جريمة الإبادة الجماعية والمعاقبة عليها فيما يتعلق بالإبادة الجماعية التي حدثت في سريبرينيتشا في يوليه 1995
(6) بأغلبية أربعة عشر صوت مقابل صوت واحد
تقضي بأن صربيا قد انتهكت التزاماتها بموجب اتفاقية منع جريمة الإبادة الجماعية والمعاقبة عليها بإخفاقها في نقل راتكو ملاديتش المتهم بالإبادة الجماعية والتواطؤ في الإبادة الجماعية لمحاكمته من قبل المحكمة الجنائية الدولية ليوغوسلافيا السابقة وبالتالي بعد أن فشلت في التعاون الكامل مع تلك المحكمة
(7) بأغلبية ثلاثة عشر صوت مقابل اثنين
تقضي بأن صربيا قد انتهكت التزامها بالامتثال للتدابير المؤقتة التي أمرت بها المحكمة في 8 أبريل و13 سبتمبر 1993 في هذه القضية بقدر ما أخفقت في اتخاذ جميع الإجراءات في حدود سلطتها لمنع الإبادة الجماعية في سريبرينيتشا في يوليو 1995
(8) بأغلبية أربعة عشر صوت مقابل صوت واحد
يقرر أن تتخذ صربيا على الفور خطوات فعالة لضمان الامتثال الكامل لالتزاماتها بموجب اتفاقية منع جريمة الإبادة الجماعية والمعاقبة عليها والمعاقبة على أعمال الإبادة الجماعية على النحو المحدد في المادة الثانية من الاتفاقية أو أي من الأفعال الأخرى التي تحظرها المادة الثالثة من الاتفاقية ونقل الأفراد المتهمين بارتكاب الإبادة الجماعية أو أي من هذه الأفعال الأخرى للمحاكمة من قبل المحكمة الجنائية الدولية ليوغوسلافيا السابقة والتعاون بشكل كامل مع تلك المحكمة
(9) بأغلبية ثلاثة عشر صوت مقابل اثنين
تقضي بأنه فيما يتعلق بانتهاكات صربيا للالتزامات المشار إليها في الفقرتين الفرعيتين (5) و (7) أعلاه فإن النتائج التي توصلت إليها المحكمة في هاتين الفقرتين تشكل ترضية مناسبة وأن القضية ليست قضية أمر فيها بدفع تعويض أو فيما يتعلق بالانتهاك المشار إليه في الفقرة الفرعية (5) سيكون من المناسب إصدار توجيه لتقديم تأكيدات وضمانات بعدم التكرار.
بيان صحفي لمحكمة العدل الدولية

### الرأي المخالف
اعترض نائب رئيس محكمة العدل الدولية القاضي الخصاونة:

## الدلالة
لا تنبع انتهاكات صربيا لالتزاماتها من اتفاقية منع جريمة الإبادة الجماعية والمعاقبة عليها فحسب بل تنبع أيضا من «تدبيرين وقائيين مؤقتين» أصدرتهما محكمة العدل الدولية في أبريل وسبتمبر 1993. وكانت جمهورية يوغوسلافيا الاتحادية آنذاك أمرت صراحة «ببذل كل ما في وسعها لمنع جرائم الإبادة الجماعية والتأكد من أن مثل هذه الجرائم لم ترتكب من قبل تشكيلات عسكرية أو شبه عسكرية تعمل تحت سيطرتها أو بدعم منها». وخلص القضاة إلى أنه على الرغم من هذا الأمر الصريح فإن صربيا لم تفعل شيئا في يوليو 1995 لمنع مذبحة سريبرينيتشا على الرغم من أنه «كان ينبغي في العادة أن تكون على دراية بالخطر الجسيم المتمثل في ارتكاب أعمال إبادة جماعية».
عند التوصل إلى هذا القرار أشارت المحكمة إلى المعيار الذي وضعته نيكاراغوا ضد الولايات المتحدة والذي تبين أن الولايات المتحدة ليست مسؤولة قانونا عن أفعال مقاتلي الكونترا على الرغم من هدفهم المشترك ودعمهم المعلن على نطاق واسع.
علاوة على ذلك ووفقا لحكم محكمة العدل الدولية «تم إثبات ذلك من خلال أدلة دامغة على أن عمليات القتل الجماعي في مناطق محددة ومعسكرات الاعتقال في جميع أنحاء إقليم البوسنة والهرسك قد ارتكبت أثناء النزاع» وأن «الضحايا كانوا في الأغلبية العظمى من أفراد الحماية. البوشناق مما يشير إلى أنهم ربما استهدفوا بشكل ممنهج من قبل عمليات القتل». علاوة على ذلك «تم إثبات ذلك من خلال أدلة قاطعة تماما على أن أفراد المجموعة المحمية كانوا ضحايا بشكل منهجي لسوء المعاملة الجماعية والضرب والاغتصاب والتعذيب مما تسبب في أضرار جسدية ونفسية خطيرة أثناء النزاع ولا سيما في معسكرات الاعتقال». قبلت المحكمة أن هذه الأعمال من جانب القوات الصربية قد ارتكبت ولكن هناك أدلة غير حاسمة على النية المحددة لتدمير البوشناق كمجموعة كليا أو جزئيا. وهذا يشمل الفترة حتى 19 مايو 1992 عندما كانت القوات الصربية البوسنية تحت السيطرة الرسمية لجمهورية يوغوسلافيا الاتحادية.
أشارت رئيسة محكمة العدل الدولية السيدة روزالين هيغينز إلى أنه في حين أن هناك أدلة قوية على أحداث في البوسنة والهرسك قد ترقى إلى جرائم حرب أو جرائم ضد الإنسانية فإن المحكمة ليس لديها اختصاص لتقديم نتائج في هذا الصدد حيث إن القضية تتناول «حصريا الإبادة الجماعية في بمعنى قانوني محدود وليس بالمعنى الأوسع يُعطى أحيانا لهذا المصطلح».
قررت المحكمة كذلك أنه عقب إعلان الجبل الأسود لاستقلاله في مايو 2006 كانت صربيا وصربيا والجبل الأسود هي الطرف المدعى عليه الوحيد في القضية إلا أن «أي مسؤولية عن الأحداث الماضية وقعت في الوقت المناسب لدولة صربيا والجبل الأسود المركبة».
في مراجعة القضية في الحكم الصادر في قضية يوغيتش ضد ألمانيا لإثبات حدوث إبادة جماعية:

## مصتدر
1. ↑  ICJ 2 نسخة محفوظة 30 مارس 2022 على موقع واي باك مشين.